# Kamienica przy alei 3 Maja 2 w Warszawie

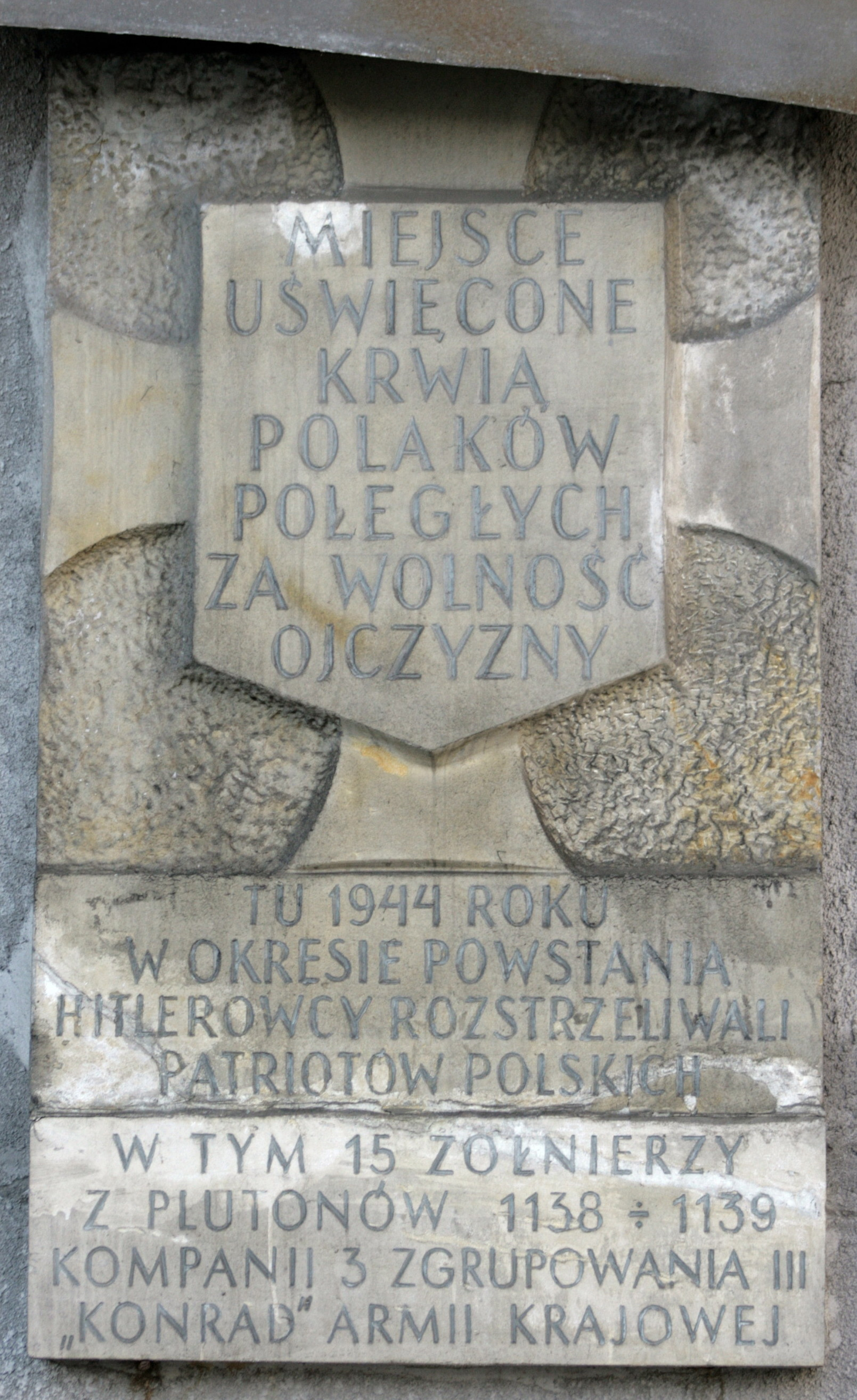
Tablica pod mostem Poniatowskiego poświęcona rozstrzelanym powstańcom wyciągniętym z kamienicy przy alei 3 Maja (przed marcem 2012 roku)

Kamienica przy alei 3 Maja 2 w Warszawie – kamienica położona na warszawskim Powiślu przy alei 3 Maja, wzniesiona w latach 1923–1931 po północnej stronie wiaduktu mostu Poniatowskiego między ulicami Wybrzeże Kościuszkowskie i Ignacego Potockiego.

## Historia i mieszkańcy
Spółdzielnia Budowlano-Mieszkaniowa „Domy Spółdzielcze” powstała 4 maja 1923 roku z inicjatywy działaczy PPS – Kazimierza Pużaka, Tomasza Arciszewskiego i Jana Kwapińskiego. Spółdzielnia w 1929 rozpoczęła budowę domu przy al. 3 Maja 2 w Warszawie pod nazwą „Powiśle”, która zakończona została w 1931 roku. Projektantem domu był inż. arch. Wincenty Oczykowski, a kierownikiem budowy Jan Zacharzewski. Przedwojenny adres budynku to aleja 3 Maja 2/4/6.
Jest to 6–8-kondygnacyjna kamienica ze 196 mieszkaniami w 11 klatkach. Ma formę nierównobocznego bastionu i olbrzymie podwórko nawiązujące do tradycji kamienic czynszowych.
Do spółdzielni tej należeli od jej powstania m.in.:
- Tomasz Arciszewski, lider PPS–WRN, premier rządu RP na uchodźstwie
- Jan Maurycy Borski, znany przedwojenny publicysta
- Stanisław Dubois, działacz PPS, poseł na Sejm w II RP, publicysta (mieszkał tu w latach 1931–1940) (współzałożyciel) i później jego syn Maciej Dubois, adwokat[1]
- Eleonora Gałecka-Strug
- Helena Hołówko
- Ignacy Huber
- Maria Jankowska „Marusia” (współzałożycielka)[1]
- Aleksandra z Giedroyciów Korczewska
- Halina Krahelska (współzałożycielka)[1]
- Julian Kulski (współzałożyciel)[1], wiceprezydent Warszawy
- Jan Kwapiński, działacz PPS, poseł na Sejm w II RP, prezydent Łodzi, wicepremier rządu RP na uchodźstwie
- Piotr Matejko i później jego syn Aleksander Matejko, profesor socjologii
- Maciej Nowicki, architekt
- Irena Pauszer, działaczka społeczna, długoletnia prezes SBM „Domy Spółdzielcze”
- Helena Płotnicka (współzałożycielka)[1]
- Kazimierz Pużak, działacz PPS, poseł na Sejm w II RP, sądzony w procesie szesnastu
- Hanna Szapiro-Sawicka, działaczka komunistyczna, pierwsza przewodnicząca Związku Walki Młodych
- Stefan Starzyński (współzałożyciel)[1], prezydent Warszawy
- Henryk Świątkowski (współzałożyciel)[1], poseł na Sejm
- Sylweriusz Treugutt
- Michał Sapieha
- Maria Wittek, pierwsza Polka mianowana generałem Wojska Polskiego, która mieszkała w tym domu w latach 1929–1975
- Jadwiga Zan.

W domu Spółdzielni mieściło się archiwum PPS prowadzone przez Teresę Perlową oraz Robotnicze Towarzystwo Przyjaciół Dzieci.
Na początku okupacji u Stanisława Dubois często zatrzymywał Stefan Korboński, który w 1945 roku pełnił obowiązki Delegata Rządu na Kraj
W okresie do października 1943 w kamienicy tej mieszkał 10-letni Marek Hłasko ze swoją matką Marią.
W pierwszym dniu powstania warszawskiego – po załamaniu się ataku na przyczółek mostu Poniatowskiego – w budynku Spółdzielni zostali odcięci żołnierze AK 1138 i 1139 plutonu 3 kompanii zgrupowania „Konrad”. Zostali oni rozstrzelani przez Niemców pod arkadami wiaduktu 2 sierpnia 1944 roku. Zginęli wtedy m.in.: ppor. Stanisław Aksentowicz ps. Sawa, plutonowy pchor. Zdzisław Gadkowski „Prus I”, kpr. pchor. Eugeniusz Dąbrowski „Korda”, szef kompanii st. sierżant Stanisław Mrozowski „Dąb”, strz. Edward Krowicz „Długi”, strz. Jan Terlecki „Matros”, strz. Tadeusz Zawadzki „Szpindel”, strz. „Antoś”, strz. „Mirek”, strz. „Wukner”, strz. „Skalny”, strz. „Czarny”, bracia „Żbik I” i „Żbik II” oraz dwaj powstańcy o nieznanych nazwiskach ani pseudonimach.
Kamienica przetrwała II wojnę światową (mimo wysadzenia wiaduktu mostu Poniatowskiego), choć była częściowo wypalona.
Pod koniec lat 70. w mieszkaniu Elżbiety Regulskiej drukowano i składano niezależne wydawnictwa, m.in.: Robotnika, Głos i inne. W nocy 13 grudnia 1981 roku drzwi do tego mieszkania zostały wyłamane przez Milicję Obywatelską, która internowała właścicielkę wraz ze Stanisławem Kusińskim. W latach 1978–1981 u Elżbiety Regulskiej mieszkały m.in. Alina Cała, Barbara Felicka i Magdalena Zowczak.
W dniu 11 listopada 2020 roku uczestnicy tzw. Marszu Niepodległości obrzucili dom płonącymi racami, w celu podpalenia lokalu, w którym znajduje się siedziba Wydawnictwa „Dwie Siostry”, na którego balkonie zawieszono tęczową flagę i banner Strajku Kobiet. Nie dorzucili, ale podpalili racami drzwi balkonowe lokalu dwa piętra niżej, zajmowanego przez witkacologa i fotografa Stefana Okołowicza. Lokal ten, numer 179, wcześniej należał do Karola Kasińskiego, wiceministra rolnictwa w rządzie Aleksandra Prystora
W domu tym mieszkali również m.in.:
- Janusz Albrecht – pułkownik Wojska Polskiego, szef Sztabu Komendy Głównej ZWZ[1]
- Tadeusz Borowski – aktor[1]
- Jan Maurycy Borski – publicysta[1]
- Tomasz Chlebowski z Elżbietą Regulską-Chlebowską
- Anna Czartoryska
- Dobiesław Damięcki – aktor[1]
- Mieczysław Dąbkowski – generał II RP
- Jan Bohdan Gliński – lekarz, powstaniec warszawski
- Wanda Kamińska – nestorka polskiego taternictwa
- Karol Kasiński
- ppor. Franciszek Klas ps. Kłos[b], ojciec Tomasza Gobana-Klasa (w latach 1942–1944)
- Dorota Kłuszyńska – działaczka PPS i posłanka na Sejm[1]
- Julian Kulski – wiceprezydent Warszawy w latach 1935–1939, komisaryczny burmistrz Warszawy w latach 1939–1944 (w roku 1938[6])
- Tomasz Lis z Hanną Smoktunowicz
- Janusz Machnicki – działacz Rady Głównej Opiekuńczej podczas wojny[1]
- Edward Mazik – architekt[1]
- Karol Mórawski – historyk i varsavianista[1]
- Zbigniew Namysłowski – jazzman[1][5]
- Maciej Nowicki – architekt
- Wincenty Oczykowski – architekt, projektant tej kamienicy
- Teresa Perl – działaczka społeczna[1], tu w nocy z 18 na 19 czerwca 1939 roku zastrzeliła się z należącego niegdyś do Piłsudskiego pistoletu
- Jan Piekałkiewicz – Delegat Rządu na Kraj w latach 1942–1943[1]
- Janina Pudełek – profesor historii i teoretyk baletu[1]
- Zbigniew Religa (w latach 1962–2009)
- Hanka Sawicka – działaczka komunistyczna[1]
- Robert Smoktunowicz – adwokat i senator[1]
- Wacław Szurig (w pierwszej połowie lat 30. XX wieku)
- Zdzisław Tranda – biskup kościoła ewangelicko-reformowanego, w latach 1987–2002 zwierzchnik tego kościoła[7]
- Andrzej Woyciechowski – dziennikarz, założyciel radia Zet[5]
- Jan Zientarski – pułkownik WP[1].

## Stan obecny
Spółdzielnia – za dbałość o dom – uzyskała dyplom uznania Zarządu Głównego Towarzystwa Przyjaciół Warszawy. Budynek jest znany z odtworzonych, zabytkowych wind (podobnie jak kamienica przy alei 3 Maja 5).
W 2009 roku dom uzyskał tytuł „Mister kwiatów 2009” w XXVI edycji konkursu „Warszawa w kwiatach”.
Obecnie (w 2024 roku) w domu tym mieści się również kilkanaście zakładów usługowych.
Dom został wpisany do rejestru zabytków pod numerem 10990, jednak w późniejszym okresie został z niego usunięty. W każdej z 11 klatek działa stylowa winda szwajcarskiej firmy Stigler.
Prezesem Zarządu Spółdzielni (KRS 0000056285) jest Andrzej Olbryś.

## Tablice pamiątkowe
Na południowo-zachodnim narożniku budynku znajdują się 4 tablice pamiątkowe, poświęcone mieszkańcom kamienicy.
1. W 1957 roku odsłonięto tablicę poświęconą Stanisławowi Dubois.
2. W 1999 roku została odsłonięta tablica poświęcona Marii Wittek.
3. Tablica poświęcona prof. Relidze została odsłonięta 7 marca 2013 roku, w przeddzień 4. rocznicy jego śmierci.
4. W listopadzie 2013 roku na ścianie domu odsłonięto tablicę pamiątkową poświęconą Kazimierzowi Pużakowi, Tomaszowi Arciszewskiemu i Janowi Kwapińskiemu, zasłużonym dla Polskiego Państwa Podziemnego i Rządu Polskiego na uchodźstwie, współzałożycielom SBM „Domy Spółdzielcze” w Warszawie. Tablice, w kolejności od lewej do prawej:

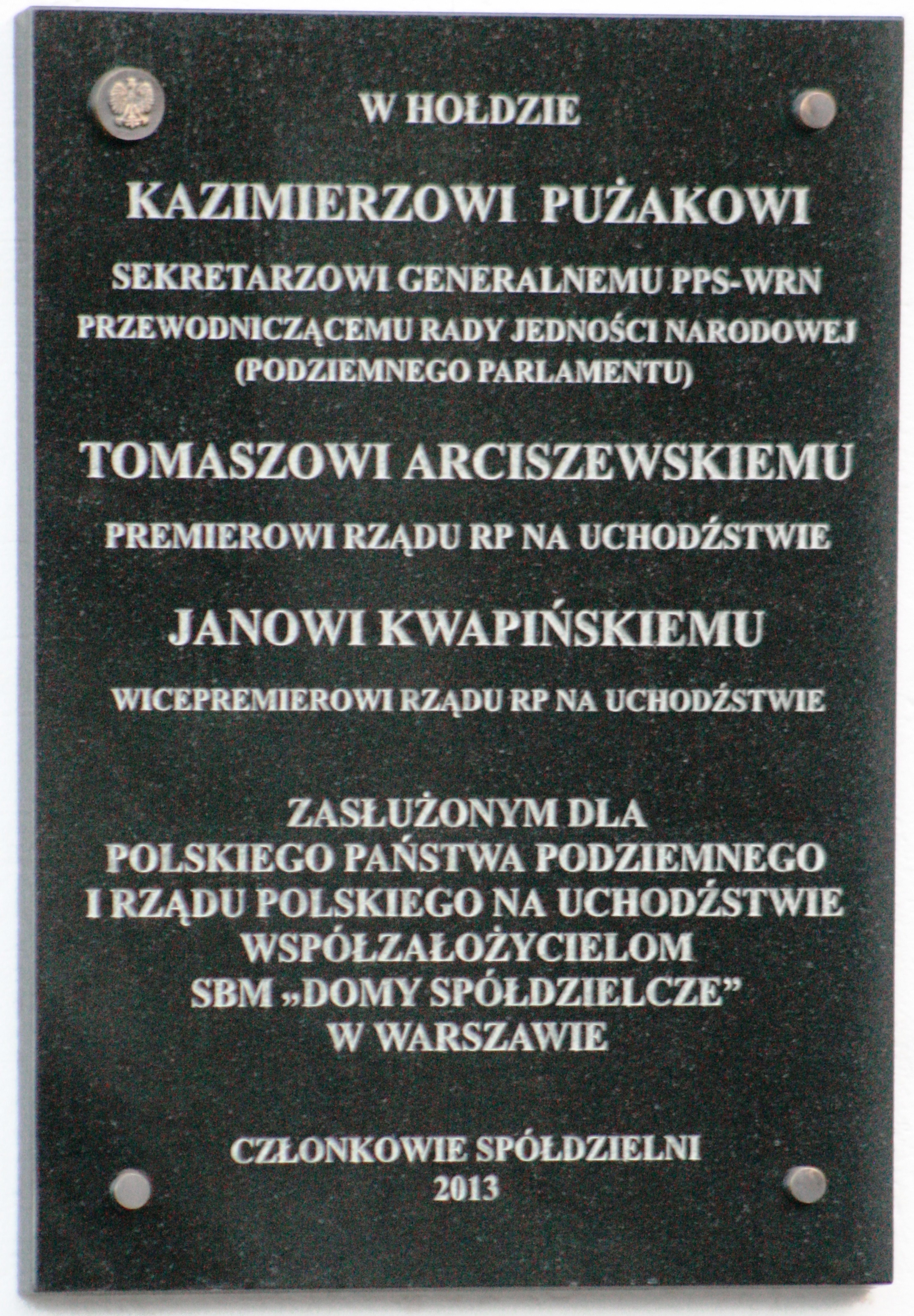
Tablica poświęcona współzałożycielom Spółdzielni: Kazimierzowi Pużakowi, Tomaszowi Arciszewskiemu i Janowi Kwapińskiemu
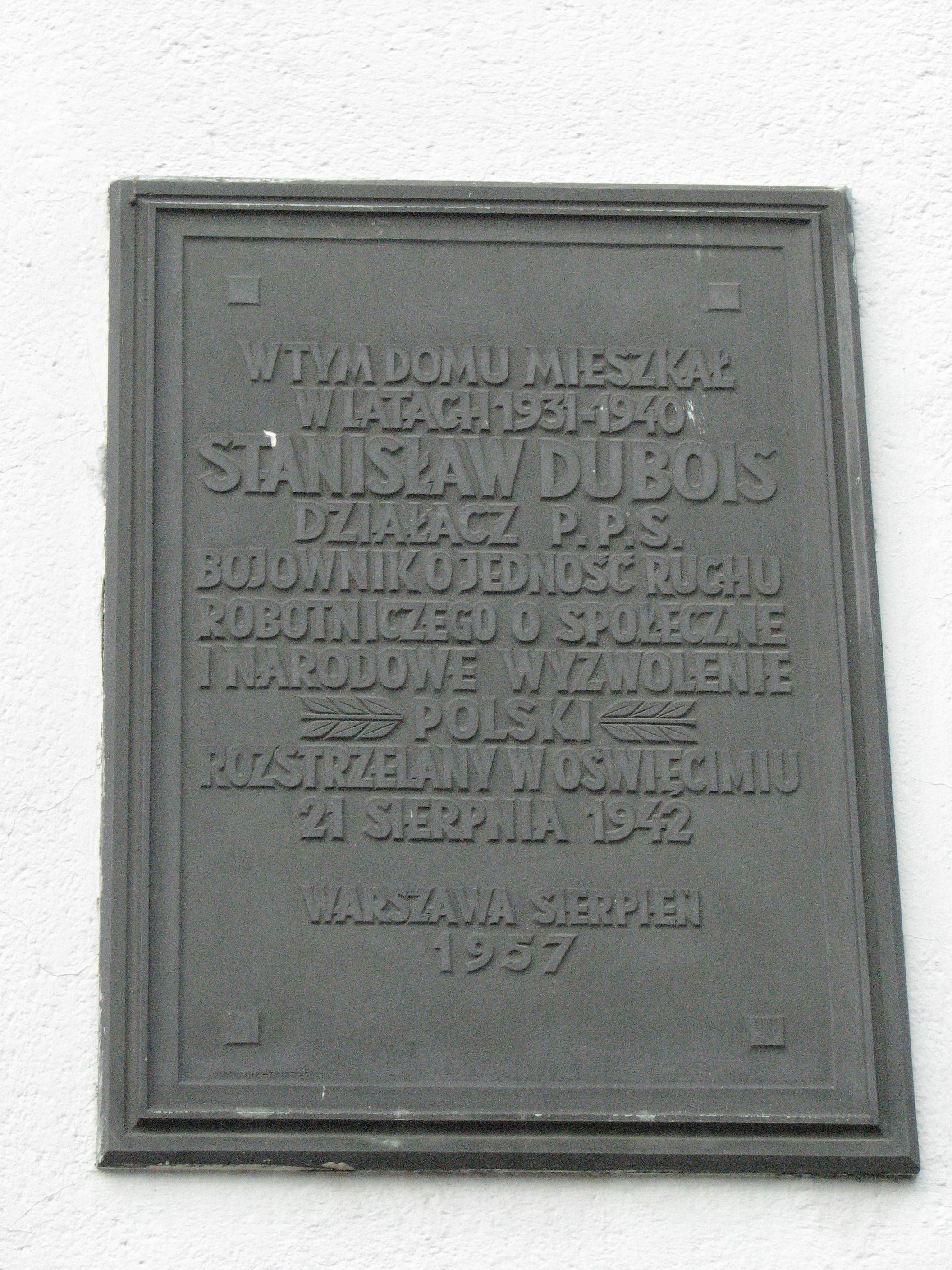
Tablica upamiętniająca Stanisława Dubois, na ścianie domu, gdzie mieszkał w latach 1931–1940
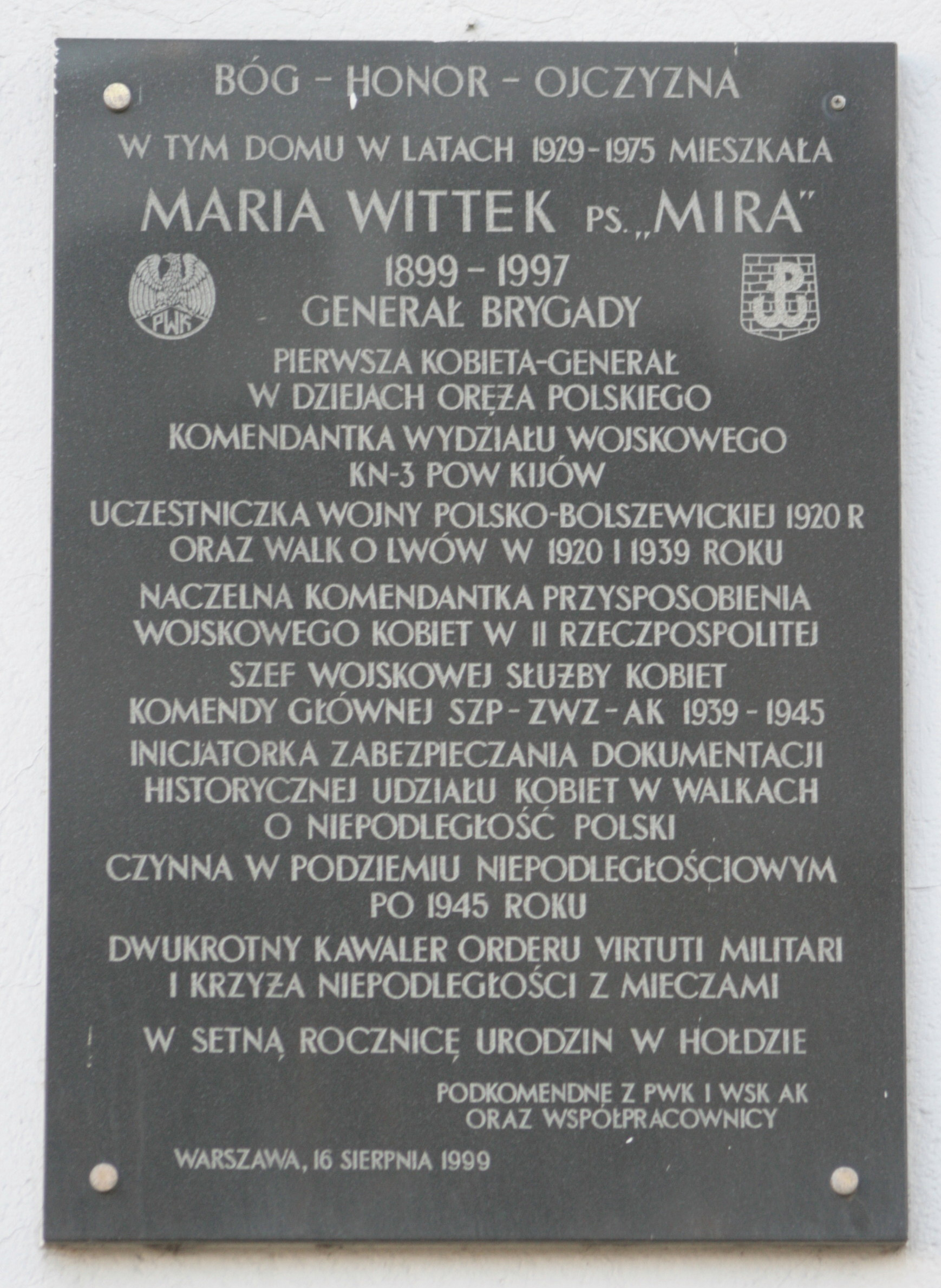
Tablica upamiętniająca Marię Wittek, na domu, gdzie mieszkała w latach 1929–1975
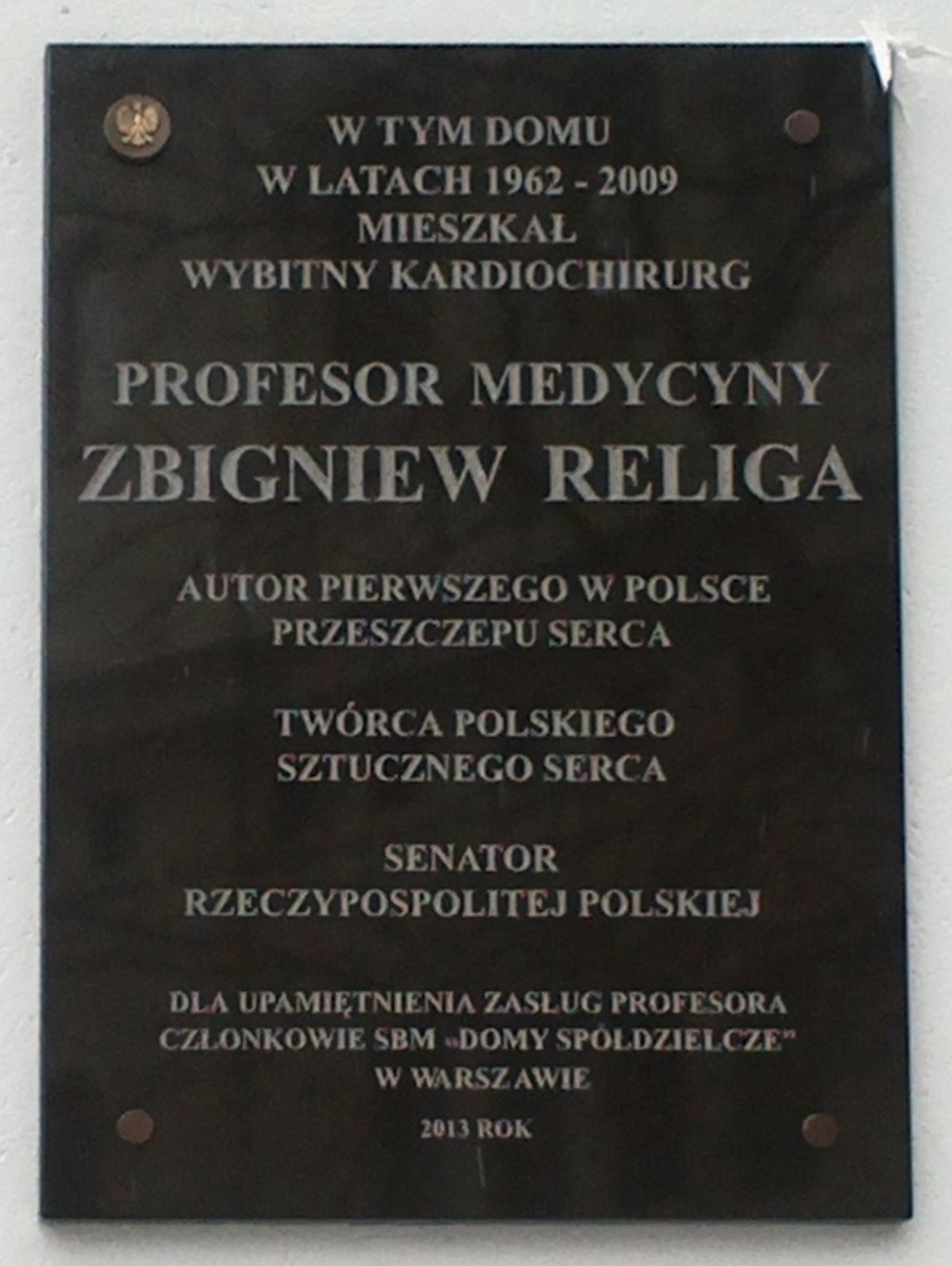
Tablica poświęcona prof. Zbigniewowi Relidze, odsłonięta 7 marca 2013 roku na ścianie domu